# Bangabandhu Avenue
Shaheed Abrar Fahad Avenue è una strada urbana situata a Gulistan di Dacca . Il suo vecchio nome è Jinnah Avenue. l'ufficio centrale della Bangladesh Awami League si trova in Bangabandhu Avenue. L'attacco con granate a Dacca del 2004 è avvenuto in Bangabandhu Avenue.

## Storia
Per la prima volta negli anni '50 fu costruita una strada a doppio senso da questo viale all'aeroporto.  Negli anni '60, Bangabandhu Avenue aveva molti ristoranti e ristoranti famosi come Kasbah, La Sani, Chu Chin Chow, Sweet Heaven, Salimabad Hotel, Rex ecc. Shaheed Abrar Fahad Avenue è stata testimone di vari eventi storici nella politica del Pakistan orientale.

## Riferimenti
1. ↑   Dhaka Tribune,  https://archive.dhakatribune.com/magazine/arts-letters/2017/04/06/mythical-place-called-bangla-motors.
2. ↑   Fazlur Rahman Raju, Dhaka Tribune,  https://archive.dhakatribune.com/bangladesh/dhaka/2018/06/21/awami-league-s-new-central-office-to-open-on-june-23.
3. ↑   Witness Account: When all hell broke loose, in The Daily Star, 19 August 2015.
4. ↑  Dhaka: Banglapedia
5. ↑   Sajjad Hussain, Eateries of ‘60s: A walk down memory lane, in The Daily Star, 18 May 2021.
6. ↑   Tofail Ahmed, '৬৯-এর গণঅভ্যুত্থান বঙ্গবন্ধু ও বাংলাদেশ, in Samakal, 23 February 2015. URL consultato il 27 febbraio 2022 (archiviato dall'url originale il 27 febbraio 2022).

## Ulteriori letture
- Ghazala Scheik Akbar, ALL ROADS LEAD TO GULISTAN, in The Daily Star, 29 September 2018.